# Visite royale de 2025 au Canada
La visite royale de 2025 au Canada se déroule le 26 et le 27 mai 2025. Première venue du roi Charles III au Canada depuis son accession au trône, elle se veut une affirmation de la souveraineté canadienne face aux menaces du président américain, Donald Trump, d'annexer le Canada et à la guerre commerciale que livrent les États-Unis au Canada et au Mexique.
Au cours de cette visite, le roi ouvre la 45e législature du Canada et lit le discours du Trône. C'est la troisième fois qu'un souverain canadien prononce le discours du Trône, Élisabeth II ayant réalisé cet exercice en 1957 et en 1977. La reine Camilla accompagne Charles III et prête serment comme membre du Conseil privé canadien au cours de la visite.

## Contexte

### La Couronne au Canada
Le Canada est une monarchie constitutionnelle, qui reconnaît comme monarque le roi Charles III. Ce dernier est chef de l'État sous le titre distinct de roi du Canada, et non pas comme roi du Royaume-Uni, les deux pays étant des États souverains et indépendants l'un de l'autre. De ce fait, la monarchie canadienne est juridiquement séparée de la monarchie britannique. Comme le roi ne réside pas au Canada, il délègue ses fonctions à un gouverneur général qui agit en son nom.

### Tensions avec les États-Unis
À partir de la fin de l'année 2024, après sa seconde élection comme président des États-Unis, Donald Trump évoque la possibilité d'annexer le Canada, l'appelant le « 51e État » et faisant référence au premier ministre canadien Justin Trudeau comme « gouverneur » du Canada. Il menace également d'utiliser la « force économique » pour amener le Canada à rejoindre les États-Unis et, peu après, impose de nouveaux droits de douane sur les exportations canadiennes, sous couvert de « sécurité nationale »,.
Il en résulte une montée du patriotisme au Canada, et une multiplication des appels pour que le roi s'implique davantage dans les affaires diplomatiques. Par la suite, Charles III se montre plus actif dans les affaires canadiennes, rencontrant deux premiers ministres en peu de temps, remettant publiquement une épée à l'huissier du bâton noir et portant plus de rouge qu'à l'accoutumée. Après les élections fédérales de 2025, le nouveau premier ministre Mark Carney invite le roi à ouvrir la 45e législature du Canada.

## Déroulement

### 26 mai 2025

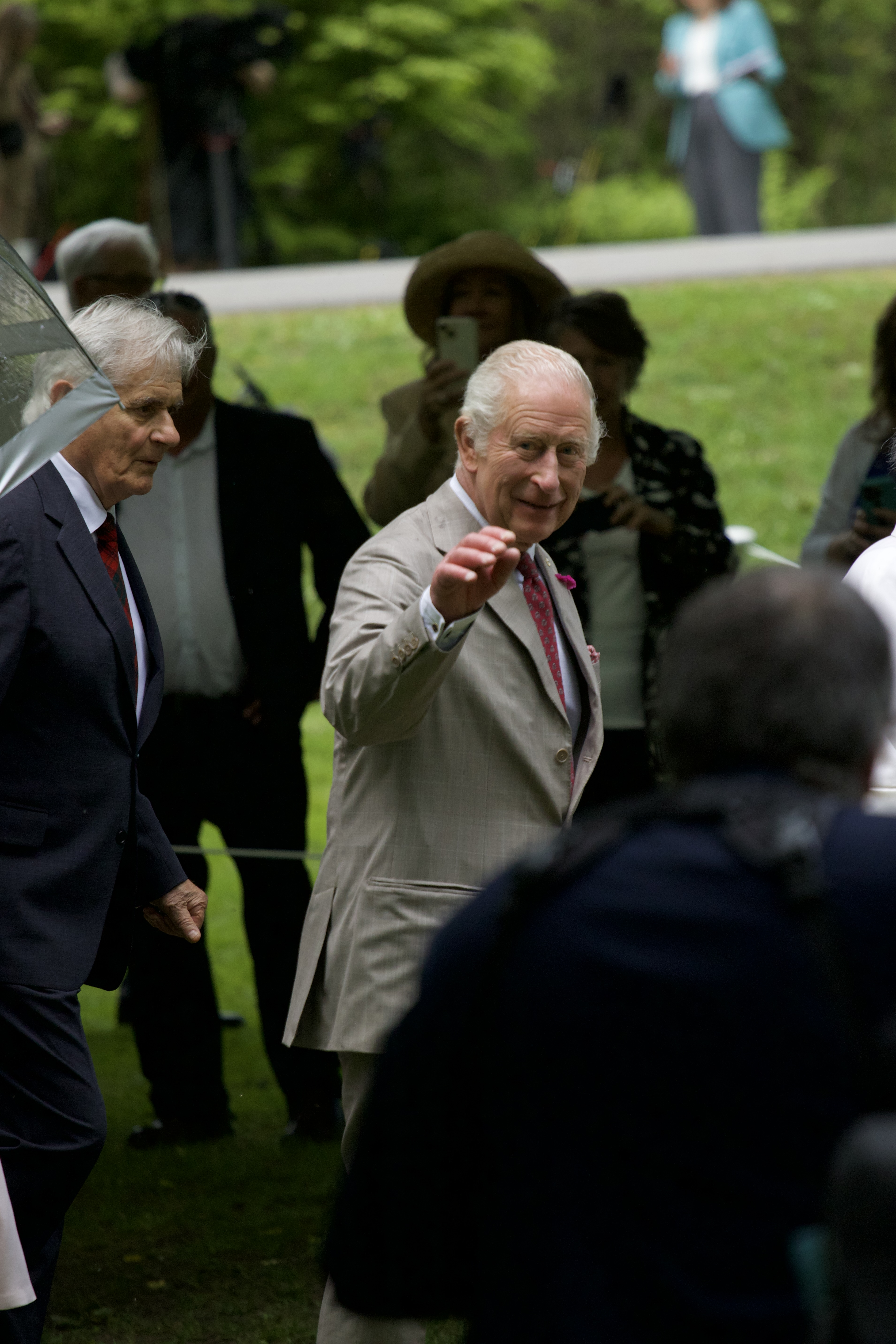
Charles III (roi du Royaume-Uni) dans les jardins de Rideau Hall (26 mai 2025).

Le matin du 26 mai 2025, le roi Charles III et la reine Camilla quittent Londres à bord d'un avion de l'Aviation royale canadienne, portant l'indicatif d'appel « ROYL 01 ». La gouverneure générale du Canada, Mary Simon, publie un communiqué leur souhaitant la bienvenue, qui se termine par « Bienvenue chez vous, Vos Majestés ». Le couple royal atterrit à Ottawa, où il est accueilli à l'aéroport par une garde d'honneur composée des Royal Canadian Dragoons et de membres de la Gendarmerie royale du Canada en tenue de cérémonie, ainsi que par plusieurs officiels, au rang desquels la gouverneure générale, le premier ministre Mark Carney et des dirigeants autochtones.
Le roi et la reine se rendent ensuite au parc Lansdowne et arpentent les étals du marché voisin, avant que le roi Charles III ne participe à la mise au jeu protocolaire d'un match de hockey pour jeunes. Le couple royal rejoint par la suite Rideau Hall, résidence officielle du roi au Canada, où Charles III plante symboliquement un hêtre bleu dans les jardins. Le roi et la reine reçoivent en outre les représentants du King's Trust Canada, une organisation caritative fondée par le monarque. La foule présente à Rideau Hall entonne ensuite l'hymne royal God Save the King et l'hymne national Ô Canada. Le roi Charles III reçoit ensuite ses représentants vice-royaux, les lieutenants-gouverneurs des dix provinces du Canada. Enfin, la reine Camilla prête serment devant la gouverneure générale en tant que membre du Conseil privé canadien.

### 27 mai 2025
Le matin du 27 mai 2025, le roi et la reine quittent Rideau Hall à bord du landau d'État canadien, escortés par la Gendarmerie royale du Canada à cheval. À son arrivée à l'édifice du Sénat du Canada, Charles III est accueilli par une garde d'honneur du Royal Canadian Regiment et reçoit les honneurs militaires, tandis qu'une salve de 21 coups de canon est tirée et que les hymnes royal et national sont interprétés.

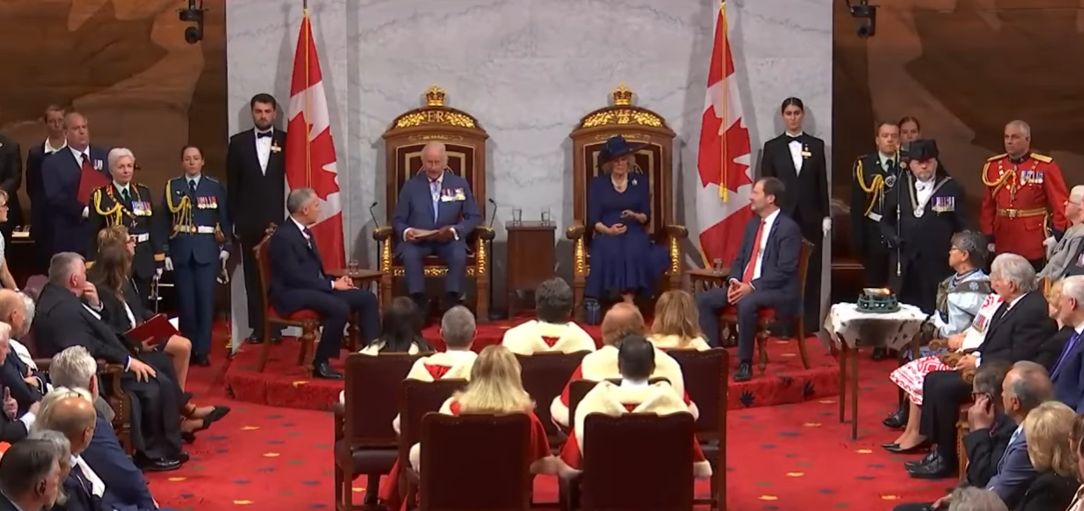
Charles III (roi du Royaume-Uni), au côté de la reine Camilla, prononçant le discours du Trône devant le Parlement du Canada (27 mai 2025).

Le roi et la reine prennent ensuite place dans la salle du Sénat du Canada. Le roi Charles III y prononce le discours du Trône, qui ouvre officiellement la nouvelle session du Parlement. C'est la première fois depuis près de cinquante ans qu'un souverain canadien le fait en personne (Élisabeth II avait lu le discours du Trône au Canada en 1957 et en 1977). Après le discours, Charles III reçoit une ovation de la part de l'assemblée, ce qui rompt avec le protocole traditionnel, qui commande aux membres du Parlement de rester silencieux et de s'abstenir de réagir lors des allocutions du monarque ou du gouverneur général.
Charles III et Camilla se rendent finalement au Monument commémoratif de guerre du Canada et se recueillent sur la tombe du Soldat inconnu. Ils déposent une couronne de fleurs avant de saluer des anciens combattants des Forces armées canadiennes. La cérémonie s'achève par un dernier salut en fanfare et un survol des avions de chasse de l'Aviation royale canadienne. Le couple royal part ensuite pour l'aéroport, où il remonte à bord de l'avion « ROYL 01 » pour quitter le Canada.

## Réactions et commentaires
L'invitation faite au souverain par le gouvernement à prononcer le discours du Trône est critiquée par le Bloc québécois, qui qualifie Charles III de « monarque étranger » et y voit un « manque de respect » envers les Québécois. Aussi, les élus du Bloc québécois décident de boycotter le discours de Charles III et profitent de cette occasion pour déposer un projet de loi d'initiative parlementaire visant à mettre fin à l'obligation, pour les députés, de prêter serment d'allégeance au roi.
À l'inverse, Jen Gerson, commentatrice canadienne pour The Guardian, estime que la Couronne est un symbole de l'histoire et du système de gouvernement du Canada, contrastant avec le « républicanisme vacillant des États-Unis ». Un sondage publié par Ipsos en marge de la visite royale révèle ainsi que 66 % des Canadiens estiment que la monarchie aide le Canada à se distinguer de son voisin américain et que 65 % déclarent qu'elle constitue une part importante du patrimoine et de l'identité du Canada. Ce sondage indique de même que 59 % des Canadiens pensent que Charles III fait du bon travail en tant que roi,.
Craig Prescott, expert constitutionnel et maître de conférences en droit, qualifie la visite royale de « moment historique » pour le Canada et estime que le discours du Trône prononcé par Charles III représente « un exemple de discours plus percutant que celui d'Élisabeth II ». De fait, le monarque est sorti de sa neutralité habituelle pour louer le « regain de fierté nationale, d'unité et d'espoir […] en ce moment critique » et défendre « la démocratie, le pluralisme, la primauté du droit, l'autodétermination et la liberté ».
Le Palais lui-même présente ce voyage comme « un exercice de soft power subtil et délicat », tandis que la presse britannique évoque un « champ de mines diplomatiques ». Pour Point de vue, Olivia Micenmacher indique que « le souverain se trouve obligé de combiner diplomatie et soft power afin de faire comprendre à Donald Trump que le Canada n'est pas à vendre », notamment en insistant, à plusieurs reprises, sur la souveraineté du pays.